# Гафурбаев, Рустам Валерьевич
Руста́м Вале́рьевич Гафурба́ев (род. 16 июля 1978 в Москве, СССР) — российский хоккеист. Нападающий сборной России по сурдохоккею. Чемпион зимних Сурдлимпийских игр (2015), чемпион мира (2013). Призёр чемпионатов России по хоккею с шайбой (спорт глухих). Заслуженный мастер спорта России.
Член сурдлимпийской сборной команды России с 2009 года. Тренируется в РСООИ «ФСГ г. Москвы» у Петрова Валерия Шакировича.
Окончил РГСУ по направлению адаптивная физкультура.

## Награды и спортивные звания
- Почётная грамота Президента Российской Федерации (8 апреля 2015 года) — за выдающийся вклад в повышение авторитета Российской Федерации и российского спорта на международном уровне и высокие спортивные достижения на XVIII Сурдлимпийских зимних играх 2015 года[3].
- Заслуженный мастер спорта России (2015).